# آبشار استفانی
آبشار استفانی (به انگلیسی: Stephanie Falls) آبشاری است که در همیلتون (انتاریو)، کانادا واقع شده و ارتفاع کلی ریزشگاه آن ۸٫۵ متر (۲۸ فوت) است.